# 酢酸イソブチル
酢酸イソブチル（さくさんイソブチル、isobutyl acetate）は、酢酸とイソブチルアルコールが脱水縮合した構造を持つエステルで、バナナの香気の主成分である。
引火性が高く、空気と混合すると爆発の危険がある。α位がフェニル基で置き換わったフェニル酢酸イソブチルはバラの香りの香料として、食品衛生法で食品添加物に指定されている。
酢酸ブチル、酢酸 sec-ブチル、酢酸 tert-ブチルと同様に溶媒としても用いられる。

## 安全性
引火性があり、日本の消防法では危険物第4類・第2石油類に分類される。強酸や強塩基、強酸化剤との接触により火災・爆発のおそれがある。動物実験での半数致死量（LD50）は、ラットへの経口投与で15g/kg、ウサギへの経皮投与で20 mL/kg以上。眼や皮膚に対する軽度の刺激性があり、吸入により中枢神経に影響が生じることがある。